# Kogyinszk
Kogyinszk (oroszul: Кодинск) város Oroszország ázsiai részén, a Krasznojarszki határterületen, a Kezsmai járás székhelye. A Bogucsani vízerőmű építőinek városa.
Népessége: 14 830 fő (a 2010. évi népszámláláskor).

## Elhelyezkedése
A Krasznojarszki határterület délnyugati részén, Krasznojarszktól 735 km-re északkeletre, az Angara-felföldön, az Angarán létesített Bogucsani vízerőműtől 11 km-re helyezkedik el. Az Angara kanyarulatában egy magaslatra épült, minden oldalról tajga veszi körül. 264 km-re van a legközelebbi vasútállomás: Karabula, a transzszibériai vasútvonal Resoti állomásáról (Nyizsnyaja Pojma településről) kiinduló szárnyvonal végpontja.

## Története
Neve a Koda (vagy Kada) folyónévből származik, ami evenki nyelven sziklát jelent. A város helyén az 1930-as években kitelepítettek munkatábora volt. 1974-ben érkeztek a helyszínre a leendő Bogucsani vízerőmű első építői, előzőleg nagyjából ugyanott a geológiai expedíció tábora működött. A település hivatalosan 1977-ben keletkezett; 1989-ben lett város és a járás székhelye. A járás korábbi székhelye, a 17. században alapított Kezsma falu 2011-ben megszűnt, területe a víztározó feltöltésekor víz alá került.
Az Angara vidékének gazdasági hasznosítására a szovjet korszakban nagyszabású tervek készültek. Ezek fontos részeként kezdték építeni az Angara immár harmadik nagy vízerőművét, de a Szovjetunió megszűnése és nyomában a gazdasági válság miatt az építkezés hosszú évekig szünetelt. A vízerőmű végül csak 2012. október 12-én kezdte meg a villamosenergia termelést. Napjainkban is ez a létesítmény a város gazdasági alapja.